# 繰り上げ
繰り上げ（くりあげ）とは、序列・順位付け等の下位に置かれていたものが、なんらかの事由によって、上位に転じることを言う。繰り上げの対象となった「元の上位」側は、序列・順位を落として繰り下げとなるか、除外されるが、そのいかんは定義の外である。
様々な評価や競技、選挙などにおいては、「元の上位」が不適格と判断された時点で下位の者の繰り上げが起こるが、多くの場合、不適格と見なされたものは失格し、繰り下げではなく序列・順位から除外される。

## 順位を上げる繰り上げ

### 評価・競技
試験による成績評価、芸術・芸能・武道などにおける評価（技能評価など）や、競技、スポーツ競技、娯楽（ゲーム）やその他様々なイベント上の競技や評価、様々な事物のランキングなど、およそ序列・順位付けの可能な価値基準・評価基準においては、上位のものが失格もしくは降格となった場合、空白となった評価位置・順位を、下位のものの順位を繰り上げることで埋めるという処置がよく行われる。
ただし、必ず行われるわけではなく、空位は空位としたまま繰り上げしないという選択肢もある。例えば、芸術や武道の順位付けが相対評価でなく絶対評価であった場合、上位に空きが生じることは下位の評価に影響しないため、昇格には繋がらない。
8位入賞（例：決勝進出者）、3位入賞（例：金・銀・銅メダリスト）など、特に上位の受賞が注目されるタイプのスポーツ競技の場合は、上位のみの繰り上げ処置が報道されるが、繰り上げ処置は順位付けが可能な範囲内で全て行われるのが通常である。

### 選挙
選挙においては、議員などに辞職や死去などで欠員が出た場合、先の選挙で次点だった立候補者を繰り上げ当選とする場合がある。

## 時間を早める繰り上げ

### 競技
駅伝競走においては、公道を使用するなどコースを使用できる時間に制限がある場合、あらかじめ時刻を定めておき、走者がその時刻までに中継地点に着けない場合、その走者の到着を待たずに次の走者を走らせる繰り上げスタートが行われる場合がある。繰り上げスタートしたチームの総所要時間は、後で繰り上げから前の走者の到着までの時間を加えて計算する。

## 繰り下げ
繰り下げ（くりさげ）は繰り上げと対義ではあるが、正反対の語ではない。
例えば、日本で最も高い建造物であった東京タワーは東京スカイツリーの登場によって順位が「繰り下げ」となったが、もともと存在しなかった後者は「繰り上げ」によって第1位になったわけではない。「繰り上げ」は、定められた時間内での序列・順位付けによる場合に行われるが、「繰り下げ」はその対象が存在する限りはいつでも行われる。